# Ricardo Matias Verón
Ricardo Matias Verón (Santa Fé, 22 de Janeiro de 1981) é um futebolista profissional argentino, atua como volante.